# Elizabeth Billington
Elizabeth Weichsel, coniugata Billington (Londra, 27 dicembre 1765 – Venezia, 25 agosto 1818) è stata un soprano britannico.

## Biografia
Nata nel 1765 a Soho, studiò musica con il padre, un oboista tedesco, e poi con Johann Samuel Schroeter. Dopo essersi affermata durante l'infanzia come una pianista prodigio, nel 1783 sposò il musicista James Billington e si trasferì con lui in Dublino, dove esordì nello stesso anno come Euridice. Nel 1786 fu scritturata dal Covent Garden e, al termine della stagione, si trasferì a Parigi per perfezionarsi con Antonio Sacchini. Di ritorno al Covent Garden, cantò nelle opere che William Shield scrisse per lei. 
La sua turbolenta vita privata finì per offuscare il suo talento e la sua reputazione, tanto da spingerla ad allontanarsi sia dalle scene che dall'Inghilterra. Nel 1794 viaggiò in Germania e in Italia, dove, dopo la morte del marito, cantò in alcuni concerti a Firenze, Livorno, Milano, Trieste e Venezia. A Milano conobbe il giovane Felissent, che sposò nel 1799; anche il secondo matrimonio si rivelò infelice e nel 1801 Billington fuggì dall'Italia per tornare in patria.
Qui fu contesa dai direttori del Covent Garden e del Theatre Royal Drury Lane, che alla fine decisero di dividersi i servigi del soprano per la cifra di tremila ghinee a stagione. Tornò trionfalmente al Covent Garden nel 1801 con l'Artaserse di Thomas Arne. Continuò a cantare fino al 1814, guadagnando cifre astronomiche per le sue apparizioni. Nel 1806 cantò come Vitellia ne La clemenza di Tito al King's Theatre: era la prima rappresentazione di un'opera di Mozart in Gran Bretagna.
Nel 1817 si riconciliò con il marito e tornò a vivere con lui in Italia, dove morì nel 1818.